# Azinhoso
Azinhoso es una freguesia portuguesa del municipio de Mogadouro. Según el censo de 2021, tiene una población de 241 habitantes.